# ديفيد لوك
ديفيد لوك هو سياسي بريطاني، ولد في 2 مايو 1960. نشط حزبياً في حزب العمال. في الانتخابات العامة في المملكة المتحدة 1997 ‏، انتخب عضو البرلمان الثاني والخمسون للمملكة المتحدة ‏ عن دائرة غابات واير وقد انضم خلال فترته النيابية ‏ (1 مايو 1997 – 14 مايو 2001) للكتلة البرلمانية حزب العمال.